# Raïon de Drybine
Le raïon de Drybine (en biélorusse : Дрыбінскі раён, Drybinski raïon) ou raïon de Dribine (en russe : Дрибинский район, Dribinski raïon) est une subdivision de la voblast de Moguilev, en Biélorussie. Son centre administratif est la commune urbaine de Drybine.

## Géographie
Le raïon couvre une superficie de 766,53 km2, dans le nord-est de la voblast. Le raïon de Drybine est limité au nord par le raïon de Horki, à l'est par le raïon de Mstsislaw, au sud par le raïon de Tchavoussy et à l'ouest par le raïon de Moguilev et le raïon de Chklow.

## Histoire
Le raïon de Drybine a été créé le 17 juillet 1924. Il a été supprimé en 1935 et rétabli en 1959. Ses limites actuelles ont été fixées le 29 décembre 1989.

## Population

### Démographie
Les résultats des recensements de la population (*) font apparaître une baisse rapide de la population depuis 1959. Ce déclin, qui s'était interrompu dans les années 1990, a repris dans les premières années du XXIe siècle :
| 1959*  | 1970*  | 1979*  | 1989*  | 1999*  | 2009*  |
| ------ | ------ | ------ | ------ | ------ | ------ |
| 28 450 | 24 067 | 17 775 | 13 355 | 15 941 | 12 253 |

### Nationalités
Selon les résultats du recensement de 2009, la population du raïon se composait de deux nationalités principales :
- 92,83 % de Biélorusses ;
- 5,68 % de Russes.

### Langues
En 2009, la langue maternelle était le biélorusse pour 72,77 % des habitants du raïon de Drybine et le russe pour 26,73 %. Le biélorusse était parlé à la maison par 42,79 % de la population et le russe par 56,96 %.